# Бахар Куатли
Бахар Куатли е френски шахматист, гросмайстор. Той е редактор в списанието за шах „Europe Echecs“, което се издава на френски език.

## Биография
Роден е на 3 март 1958 година в град Дамаск, Сирия.
Куатли започва да се състезава по шахмат за отбора на Ливан. Взима участие на световното първенство по шахмат за юноши и девойки до 20 години (1975-1977). Представя Ливан на шахматната олимпиада в Ла Валета през 1980 година.
През 1979 година печели на френското първенство по шахмат. Играе за Франция на 5 шахматни олимпиади (1982, 1984, 1986, 1988 и 1992 година). През 1989 година е удостоен с титлата гросмайстор.